# Eminea cydippe
Eminea cydippe är en insektsart som beskrevs av Rauno E. Linnavuori 1960. Eminea cydippe ingår i släktet Eminea och familjen dvärgstritar. Inga underarter finns listade i Catalogue of Life.